# Mỹ nam

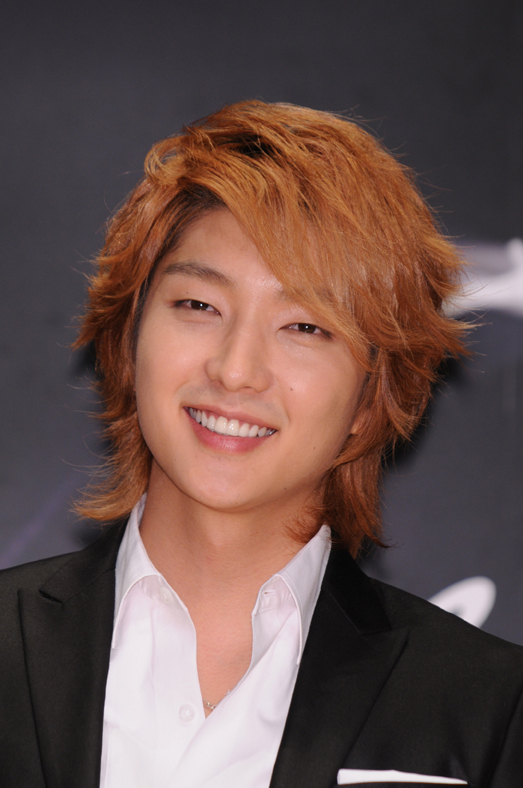
Lee Jun Ki, nam diễn viên được nhiều người coi như một mỹ nam.

Từ giữa những năm 2000, cụm từ mỹ nam (미남/美男) hay thuật ngữ kkonminam, tức hoa mỹ nam (꽃미남/꽃美男; kkot/n [꽃] = hoa, minam [미남] = mỹ nam), đã được sử dụng phổ biến tại Hàn Quốc để chỉ những chàng trai với một phong cách cá nhân và thời trang tuyệt vời, được phổ biến bởi các thần tượng đại chúng, một phần vì họ thường xuất hiện qua trang điểm như đường kẻ mắt hay son môi. Một nguyên nhân khác có thể là do hầu hết trong số họ đều trong độ tuổi thanh niên cho đến đầu tuổi đôi mươi họ trông khá nam tính. Mặc dù đôi khi họ được coi như là bishōnen (mỹ thiếu niên) của Hàn Quốc nhưng giới tính cũng như thiên hướng tính dục của họ không thường xuyên bị hỏi đến.
Ở bên ngoài Hàn Quốc, hình mẫu này còn thịnh hành tại Trung Quốc, Đài Loan, Việt Nam và Nhật Bản. Hiện nay nó còn được thừa nhận ở hầu khắp châu Á thông qua rất nhiều phiên bản làm lại phim truyền hình Hàn Quốc ở các quốc gia châu Á cũng như sự phổ biến của phim truyền hình Hàn Quốc tại châu Á bao gồm Singapore, Malaysia, Sri Lanka, Indonesia, Thái Lan, Việt Nam và Philippines.

## Lịch sử

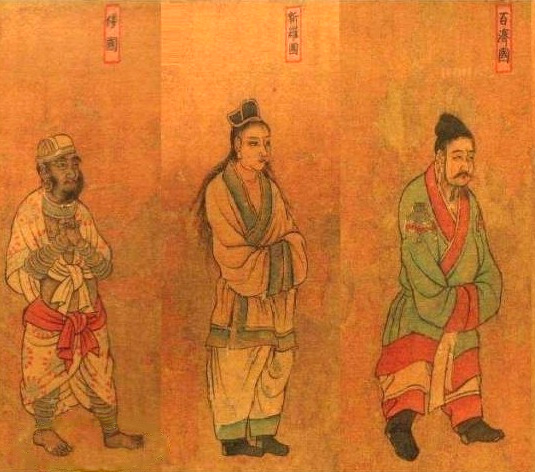
Đường Diêm Lập Bổn vương hội đồ (唐閻立本王會圖), tranh vẽ vua các nước chư hầu, của Diêm Lập Bổn đời Đường, là các đặc sứ đến Trung Quốc. Từ trái qua phải: Sứ thần các nước Oa, Tân La, Bách Tế

Sự nổi lên của các mỹ nam có liên quan đến sự ảnh hưởng của bishōnen (mỹ thiếu niên) hay truyện tranh manga thể loại yaoi của Nhật Bản khi đã trở nên sẵn có sau khi lệnh cấm nhập khẩu văn hoá Nhật Bản được dỡ bỏ tại Hàn Quốc năm 1998. Giáo sư Kim Hyun Mee tại Đại học Yonsei quy điều này cho sự độc lập và tự tin ngày càng tăng của phụ nữ châu Á: "[họ] có đủ khả năng chọn lựa kỹ càng người bạn đời của mình".
Những ví dụ về các biểu tượng mỹ nam điển hình là Bae Yong Joon và Lee Jun Ki.